# Фиербинци (Дамбовица)
Фиербинци (рум. Fierbinți) насеље је у Румунији у округу Дамбовица у општини Шелару. Oпштина се налази на надморској висини од 153 m.

## Становништво
Према подацима из 2002. године у насељу је живело 1741 становника, од којих су сви румунске националности.